# Veikko Väänänen
Veikko Ilmari Väänänen (Mikkeli, 28 de noviembre de 1905-Helsinki, 1 de junio de 1997) fue un latinista y romanista finlandés experto en latín vulgar.

## Biografía
Veikko Väänänen se formó en la Universidad de Helsinki, donde en 1937 defendió su tesis doctoral Le latin vulgaire des inscriptions pompéiennes, obra que rápidamente se convirtió en una obra de referencia clásica en los estudios del latín vulgar. Su Introducción al latín vulgar, publicado por primera vez en 1963 y traducido a varios idiomas, fue durante décadas el libro de texto clásico de los estudios del latín tardío.
Nombrado ayudante de Filología Clásica en la Universidad de Helsinki en 1938, en 1951 obtuvo la cátedra de Filología Románica, que ocupó hasta su jubilación en 1971. Sin embargo, no abandonó la investigación y participó de forma muy activa en los congresos de lenguas y literaturas latinas y románicas.
Su estancia en Roma como director del Institutum Romanum Finlandiae (Instituto Finlandés de Roma), entre 1959-1962 y 1968-1969, le permitió retomar in situ su investigación sobre inscripciones latinas, que dio como resultado la publicación de nuevos trabajos científicos, en particular sobre las Tablillas Albertini y los grafitis del Monte Palatino.
Además de sus investigaciones sobre latín vulgar y sintaxis y protohistoria de las lenguas romances, publicó estudios sobre el trovador Gautier de Coincy .
Fue profesor invitado en las universidades de Luisiana y Estrasburgo, y recibió el título honorífico de doctor honoris causa por las universidades de Toulouse y Bucarest. Desde 1974 fu miembro correspondiente de la Sección Filológica del Instituto de Estudios Catalanes, y desde 1984 asociado de la Clase de Letras y Ciencias Morales y Políticas de la Real Academia de Ciencias, Letras y Bellas Artes de Bélgica.

## Obras

### Latín vulgar, Latín tardío
- Le latin vulgaire des inscriptions pompéiennes, tesis de doctorado, 1937. (3ª edición: Berlín: Akademie, 1966)
- "Il est venu comme ambassadeur", "il agit en soldat": en locutions analogues en latin, français, italien et espagnol: essai de syntaxe historique et comparée, Helsinki: Suomalaisen Tiedeakatemian Toimituksia, 1951.
- Introduction au latin vulgaire, París: Klincksieck, 1963.
- Étude sur le texte et la langue des tablettes Albertini, 1965.
- Graffiti del Palatino, raccolti ed editi sotto la direzione di Veikko Väänänen, 1966.
- Le iscrizioni della necropoli dell'Autoparco vaticano, edite sotto la direzione di Veikko Väänänen; edizione e commenti a cura di Paavo Castrén, Anne Helttula, Ritva Pahtakari, Reijo Pitkäranta, Margareta Steinby, Veikko Väänänen e Vesa Väätäjä. Roma: Instituto Romano Finlandiae, 1973.
- Recherches et récréations latino-romanes, Nápoles: Bibliopolis, 1981. (Recopilación de artículos, con una bibliografía del autor.)
- Le Journal-épître d'Égérie, Itinerarium Egeriae: étude linguistique, Helsinki: Suomalainen Tiedeakatemia, 1987.

### Literatura francesa medieval
- Glosses marginales des Miracles de Gautier de Coinci, Helsinki: Annales Academiae Scientiarum Finnicae, 1945.
- Du segretain moine. Fabliau anonyme du XIIIe siècle. Edition critique d'après tous les manuscrits connus, Hèlsinki: Annales Academiae Scientiarum Finnicae, 1949.
- “D'une fame de Laon qui estoit jugié a ardoir que Nostre Dame delivra”: Miracle versifie par Gautier de Coinci. Helsinki: Société de Littérature Finnoise, 1951.